# 디지털 카메라

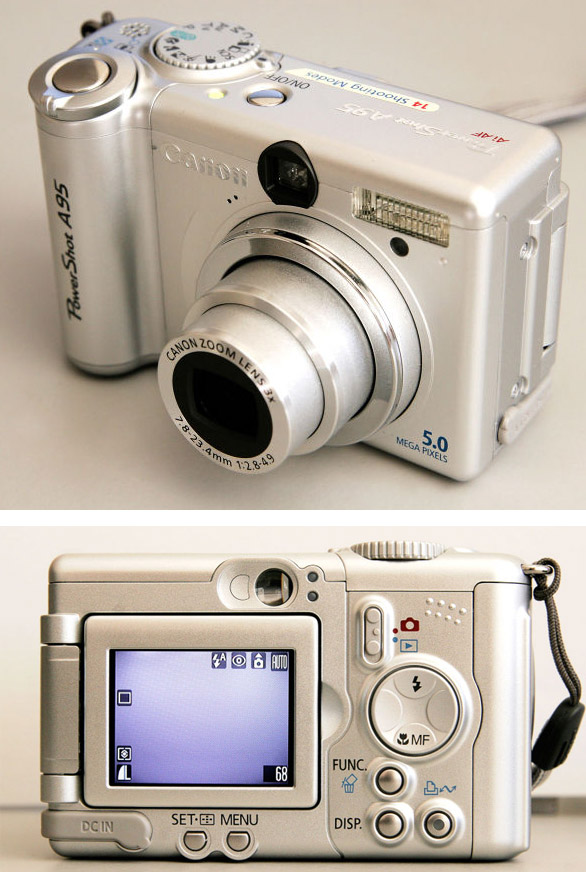
캐논 파워샷 A95(2004년 경)의 앞면과 뒷면은 한때 전형적인 포켓 크기의 소형 카메라로 모드 다이얼, 광학 뷰파인더, 조리개식 스크린이 장착되었다.

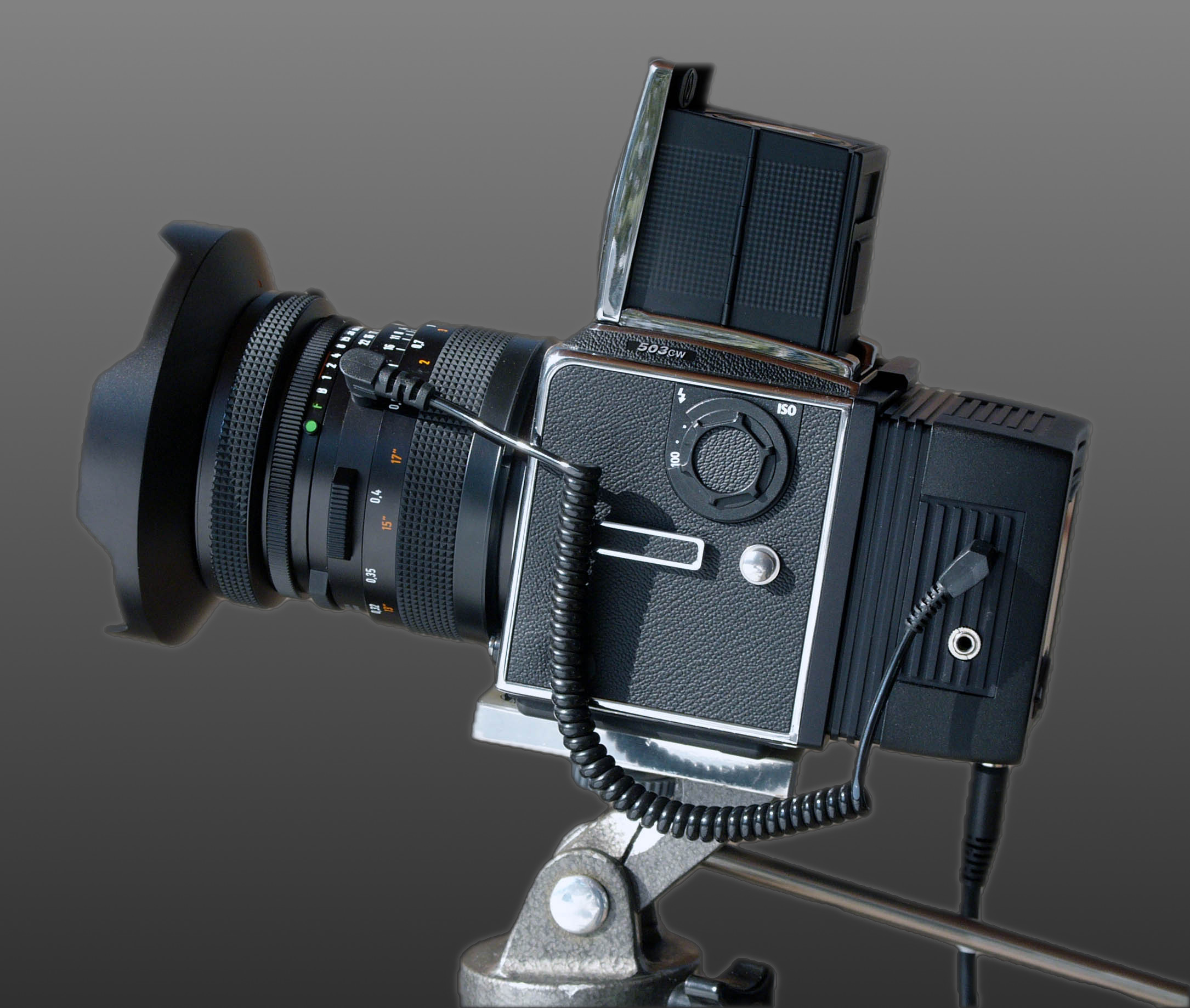
Hasselblad 전문 디지털 카메라 시스템의 한 예인 Ixpress V96C가 장착된 503CW

디지털 카메라(영어: digital camera or digicam, 문화어: 수자식사진기; 數字式寫眞機, 수자식촬영기; 數字式撮影機) 줄여서 디카는 필름 없이 전자 센서를 이용하여 영상을 감지하고 정보를 JPEG, TIFF, Raw 포맷, GIF 등 디지털 이미지 파일 형식이나 MPEG, DV, MJPEG 등 디지털 동영상 파일 형식으로 저장하는 사진기를 말한다. 디지털 방식으로 사진을 찍고 컴퓨터 파일 형식으로 저장하며 동영상 촬영이 주요 목적인 카메라는 '디지털 비디오 카메라', 정지 영상 촬영이 주요 목적인 카메라는 '디지털 스틸 카메라'라고 부른다. 보통 디지털 카메라라고 하면 주로 '디지털 스틸 카메라'를 일컫는다.
일본에서는 2002년, 전 세계적으로는 2003년 필름 카메라의 판매량을 뛰어넘었으며 이 후 카메라 시장을 완전히 장악, 2000년대 후반까지 기존의 필름카메라를 도태시키고 시장에서 압도적인 판매량으로 점유율을 굳혔으나, 2010년대 스마트폰의 대중화로 인해 급격히 소멸하여, 2020년대 중반쯤 일상 생활에서 디지털 카메라는 거의 사라질 전망이다.

## 역사
디지털 카메라의 역사는 디지털 이미지를 포착하기 위해 어떻게 모자이크 감광 장치를 사용할지에 대해 생각했던 제트추진연구소의 유진 F. 랠리와 함께 시작되었다. 그의 1961년 아이디어는 우주를 통해 여행하는 동안 우주 비행사의 위치에 대한 정보를 제공하기 위해 행성과 항성의 사진을 찍기 위한 것이었다. 안타깝게도 1972년 텍사스 인스트루먼츠의 직원 Willis Adcock의 필름리스 카메라(미국 특허 4,057,830)와 함께 이 기술은 이 개념을 따라잡아야 했다.
1975년 이스트먼 코닥의 엔지니어 스티븐 새슨은 전하결합소자(CCD) 이미지 센서를 이용한 최초의 전자식 카메라를 발명, 제작하였다. 초기의 것은 카메라 튜브를 사용하였으나, 나중에는 신호를 디지털화하였다. 초기에는 주로 군사와 과학용으로 쓰였으나 뒤에 의학 및 뉴스 분야로 넓혀나갔다.
1991년 미국의 코닥에서는 최초의 본격적인 디지털 SLR 카메라 ‘DSC 100’을 출시하면서 실질적인 디지털 카메라 시대가 시작되었다. (당시는 "디스켓 카메라", "스틸 비디오 카메라", "디지털 전자 카메라"로도 불림)
전 세계적으로 1990년대 중반부터 보급되기 시작하였으며, 2000년대 초반부터 디지털 카메라 붐이 거세게 불기 시작하여 2003년 처음으로 필름 카메라의 판매량을 뛰어넘었다. 일본에서는 이미 2002년 디지털 카메라 생산량이 필름 카메라 생산량을 추월하였으며, 국내에서도 2003년부터 '1인 1디카 시대'라는 신조어가 나올 정도로 디지털 카메라가 필름 카메라를 완전히 대체하였다.
필름 카메라가 쇠퇴하기 시작하면서 카메라 제조사들은 필름 카메라 사업부를 정리하기 시작했다. 2007년 기준 일본 카메라 제조사들은 필름 카메라를 전성기 시절이었던 2002년의 2023만 대의 100분의 1 수준인 5만 4000대를 생산하는데 그쳤으며 2000년대 말에 필름 카메라는 디지털 카메라로 대부분 대체되었다.
또한 2001년부터 국내에서 디지털 카메라를 장착한 휴대폰이 출시되었으며 2010년대 초부터 거의 대부분의 스마트폰은 디지털 카메라를 내장하고 있다. 디지털 카메라가 내장된 카메라폰은 2004년 처음으로 디지털 카메라의 판매량을 추월했다.

## 용어
대한민국에서는 디지털 카메라를 "디카"라고 줄여 부르기도 한다. 이 단어를 사용하기 시작한것은 1998년 무렵이다. 영어권에서는 줄여서 디지캠(digicam)이라는 표현을 사용한다.

## 촬영 원리
렌즈를 통해서 받아들여진 빛은 일반 필름 카메라의 필름 역할을 하는 이미지 센서(예:CCD 이미지 센서나 CMOS 이미지 센서)에 닿게 된다. 이미지 센서에는 광자를 감지하여 전기 신호(전하 = electric charge)로 변환하는 포토 다이오드가 빽빽이 모여있는데, 감지된 빛은 세기와 위치에 따라 밝기, 색상, 좌표 등의 디지털 정보로 변환된다. 변환된 정보는 이미지 프로세싱 엔진에 전달되고, 이미지 프로세싱 엔진은 이를 디지털 이미지로 재구성한다. 이렇게 얻어진 이미지는 이미지 파일 형식(예: raw, tiff, jpg)으로 변환되어 플래시 메모리 등의 기억장치에 저장된다.

## 저장 및 전송
촬영된 사진은 컴퓨터나 휴대 기기에 파일로 저장하거나 프린터를 이용해 출력할 수 있다. 일부 모델에서는 복사, 잘라내기, 전송들의 편집과정을 거칠 수 있으며, 또한 동영상 촬영을 지원하는 경우 촬영된 영상을 컴퓨터에서 사용할 수 있는 동영상 파일로 인코딩하여 사용할 수 있다.

## 원격조정기능
디지털카메라는 특성상  외부에서의 전자적인 조작이 가능하다는 점이 강조되어 추가적으로 짐벌 등의 보조장비를 통해 강력한 줌 기능 및 회전 촬영 그리고 원격 실시간 전송 등이 가능하도록 지원되는 제품들이 생겨나고있다.

## 특징
| - 사진을 찍은 직후 결과물을 확인할 수 있으며 편집과 전송이 쉽다. 복사본을 쉽게 만들 수 있다. - 컴팩트 필름 카메라보다 작게 만들 수 있다. - ISO(감광 속도)를 바꿀 수 있고, DSLR의 경우 높은 ISO에서 필름에 비해 화질이 월등히 뛰어나다. 디지털 이미지 센서의 경우 필름에 비해 양자 효율이 월등히 높다. - 필름은 장시간 노출 시 상반칙 불궤 (Reciprocity Failure) 현상을 가지고 있어 많은 천체 사진가들은 디지털 이미지 센서를 사용한다. - 필름 값이 들지 않으므로 커트 수에 덜 구애 받는다. - 35mm 필름과 캐논 EOS-1Ds를 비교했을 때, 캐논 EOS 1Ds의 해상력 및 화질이 35mm 필름을 넘어섰으며 사실상 중형 필름과 유사한 화질을 가진다는 실험 결과가 있다. 캐논 EOS-1Ds Mark II에 대해서도 비슷한 결과가 있다. - 컬러 필름 (코닥 골드 200 네거티브, 후지 벨비아 50 포지티브)과 비교했을 때 DSLR 캐논 EOS-1D Mark II의 다이나믹 레인지가 더 넓다는 실험 결과가 있다. 노출 관용도 또한 DSLR이 넓다는 실험 결과가 나왔다. | - 악천후에서 오작동 가능성이 있다. 전자 회로는 습기에 약하며 극히 낮거나 높은 온도에서 오작동 가능성이 있다. - 필름 카메라에 비해 배터리 소모가 많다. 완전 수동 카메라는 노출계를 쓰지 않으면 완전히 배터리 없이 동작한다. - 비슷한 가격대에서는 필름 카메라에 비해 화질이 낮은 편이다. - SLR(전문가용)의 경우 CCD(이미지 센서_의 크기가 커지기 마련인데, CCD의 크기가 클수록 생산하는 데 드는 생산 단가가 높아진다. 이 때문에 시중에서 판매하는 대부분의 디지털 카메라는 35mm 필름보다 크기가 작은 크롭 센서(Crop Sensor)를 적용한다. - 필름보다 크기가 작은 크롭 센서를 사용하는 경우, 같은 렌즈를 쓰더라도 필름 카메라에 비해 화각이 좁아지는 특징이 있다. 이는 크롭 센서의 크기가 필름보다 작아 상이 맺히는 영역이 줄어듦으로써 생기는 변화이다(초점 거리는 변하지 않는다). 이 때문에 광각이나 초광각 영역을 표현하는데 있어서 필름 카메라보다 다소 불리할 수 있다. |

## 같이 보기
- 계산사진술
- 스마트 카메라
- 비디오 카메라
- 디지털 신호 처리 장치
- 비전 처리 장치
- 이미지 센서

## 참고 자료
- 시간을 담는 전자필름, 디지털 카메라의 역사Ⅰ